# Eelam People's Revolutionary Liberation Front
 (février 2024).
Si vous disposez d'ouvrages ou d'articles de référence ou si vous connaissez des sites web de qualité traitant du thème abordé ici, merci de compléter l'article en donnant les références utiles à sa vérifiabilité et en les liant à la section « Notes et références ».
Eelam People's Revolutionary Liberation Front (EPRLF, tamoul : ஈழமக்கள் புரட்சிகர விடுதலை முன்னணி, singhalais : ඊලාම් ජනතා විප්ලවවාදී විමුක්ති පෙරමුණ) est un ancien groupe militant srilankais tamoul, qui avait pour objectif d'obtenir l'indépendance du Tamil Eelam. 
En 1999, le groupe se scinde en deux, la majorité des membres rejoindront l'aile Suresh, pro-Tigres tamouls; alors que le reste rejoindront l'aile Varathar, renommé aile Padmanaba , anti-Tigres tamouls.

## Histoire

### Fondation
L'EPRLF a été formé en 1980 par K. Pathmanabha (Padmanaba), Douglas Devananda, Suresh Premachandran et Varatharajah Perumal en tant que faction dissidente de Eelam Revolutionary Organization of Students.
En 1982, l'EPRLF crée une aile militaire, la People's Liberation Army, dirigée par Douglas Devananda. L'PLA aurait reçu une formation militaire de la part de Front populaire de libération de la Palestine.

### Groupe paramilitaire
Au début de 1986, des conflits entre les dirigeants ont conduit à la scission en deux factions: EPRLF (Ranjan) et EPRLF (Douglas).
À la fin de 1986, les Tigres tamouls ont attaqué l'EPRLF, infligeant de lourdes pertes. Beaucoup de ses cadres ont été tués ou faits prisonniers et ses camps, et toutes les armes ont été réquisitionnés par les Tigres. Douglas Devananda est tenu responsable pour la débâcle.
En 1987, la faction EPRLF (Douglas) s'est formellement séparée de l'EPRLF. Il a d'abord formé le Front National Démocratique de Libération de l'Eelam, en tant que faction dissidente de People's Liberation Organisation of Tamil Eelam dirigé par Paranthan Rajan, mais s'est ensuite transformé en parti politique, le Eelam People's Democratic Party.

### Parti politique
Après sa défaite militaire contre les Tigres tamouls, l'EPRLF s'est transformée en parti politique et s'est alliée à la Indian Peace Keeping Force (IPKF) qui occupait une grande partie du nord et de l'est du Sri Lanka.
La première incursion politique de l'EPRLF est survenue lors des élections des conseils provinciaux de 1988. Avec l'aide de l'IPKF, l'EPRLF a obtenu 41 des 71 sièges du Conseil provincial du Nord-Est. Le 10 décembre 1988, Varatharajah Perumal est devenu le premier ministre en chef du Conseil provincial du Nord-Est.
L'EPRLF a formé une alliance avec le Front National Démocratique de Libération de l'Eelam, Tamil Eelam Liberation Organization et les Tamil United Liberation Front pour contester les élections législatives de 1989. L'alliance a remporté 188 593 voix (3,40%), obtenant 10 des 225 sièges au Parlement. 7 des 10 députés de l'alliance provenaient de l'EPRLF.
Le 1er mars 1990, alors que l'IPKF s'apprêtait à se retirer du Sri Lanka, Varatharajah Permual a présenté une motion au Conseil provincial du Nord-Est déclarant un Eelam indépendant. Le président Ranasinghe Premadasa a réagi en dissolvant le conseil provincial et en imposant un gouvernement direct à la province. La direction de l'EPRLF s'est réfugiée à Madras (aujourd'hui Chennai), en Inde.
Le 19 juin 1990, les Tigres tamouls attaquèrent une réunion de l'EPRLF à Madras, tuant treize membres de l'EPRLF, dont le chef K. Padmanaba, le député du district de Jaffna G. Yogasangari et l'ancien ministre des Finances du Nord-Est P. Kirubakaran.
En 1997, après que l'armée sri-lankaise ait repris la péninsule de Jaffna aux Tigres tamouls, l'EPRLF a rouvert son bureau de Jaffna. Il a participé aux élections locales de 1998 dans la péninsule et a remporté 13 140 voix (14,35%), remportant 25 sièges dans 11 conseils locaux.
Le parti s'est divisé en deux factions en 1999 lorsque son secrétaire général Kandaiah "Suresh" Premachandran a conclu un accord avec les Tigres tamouls. La majorité du parti a formé l'aile de l'EPRLF (Varathar) sous la direction de Varatharajah Perumal tandis que le reste formait l'aile de l'EPRLF (Suresh) sous la direction de Suresh Premachandran. 

## Résultats électoraux

### Élections législatives
| Année | Voix    | %    | Rang | Sièges   | Alliance                      |
| ----- | ------- | ---- | ---- | -------- | ----------------------------- |
| 1989  | 188 594 | 3,37 | 4e   | 10 / 225 | Tamil United Liberation Front |
| 2001  | 348 164 | 3,89 | 4e   | 15 / 225 | Tamil National Alliance       |
| 2004  | 633 654 | 6,84 | 3e   | 22 / 225 | Tamil National Alliance       |
| 2010  | 233 190 | 2,90 | 3e   | 14 / 225 | Tamil National Alliance       |
| 2015  | 515 963 | 4,62 | 3e   | 16 / 225 | Tamil National Alliance       |